# Constitutioneel referendum in Liberia (1943)
Het constitutioneel referendum in Liberia van 1943 werd op 4 mei van dat jaar gehouden en handelde over het voornemen van de regering om de eisen voor het presidentschap aan te scherpen. Voor personen die niet in Liberia waren geboren, maar er vijfentwintig jaar wonen (dit was vijftien jaar), zou het mogelijk worden om zich kandidaat te stellen voor het presidentschap. De oude eis om onroerend goed te bezitten ter waarde van 2500 Liberiaanse dollars bleef gehandhaafd. Daarnaast konden de kiesgerechtigden zich uitspreken voor het voornemen van de regering om referenda in de toekomst los te koppelen van de algemene verkiezingen. Een meerderheid van ten minste twee derde van de kiezers stemde in met het voornemen van de regering, maar exacte data ontbreken.
Tegelijk met het referendum vonden er presidents- en parlementsverkiezingen plaats.